# Strimmig tyrann
Strimmig tyrann (Myiodynastes maculatus) är en fågel i familjen tyranner inom ordningen tättingar.

## Utseende
Strimmig tyrann är en stor strimmig tyrann. Den skiljs från något mindre och slankare tigertyrannen genom ljusare strupe, avsaknad av ett brett svartaktigt mustaschstreck och gulaktig anstrykning på buken samt större näbb med ljusrosa längst in på nedre näbbhalvan.

## Utbredning och systematik
Strimmig tyrann har en vid utbredning från Mexiko söderut genom Centralamerika och norra Sydamerika till centrala Argentina. Den delas in i sju underarter med följande utbredning:
- maculatus-gruppen
  - Myiodynastes maculatus maculatus – Venezuela och Guyanaregionen till nordöstra Peru och norra Amazonområdet i Brasilien
  - Myiodynastes maculatus insolens – Mexikos sluttningar till Honduras, flyttar vintertid till norra Sydamerika
  - Myiodynastes maculatus difficilis – Costa Rica till Colombia, Venezuela, Coiba Island och Cébaco Island
  - Myiodynastes maculatus nobilis – karibiska kusten i nordöstra Colombia till Sierra de Perijás västsluttning
  - Myiodynastes maculatus chapmani – Stillahavskusten i Colombia (Chocó) till nordvästra Peru (Piura)
  - Myiodynastes maculatus tobagensis – norra Venezuela, Guyanaregionen och Trinidad och Tobago
- Myiodynastes maculatus solitarius – södra Peru, Paraguay, Uruguay, centrala Argentina och Brasilien

Sedan 2016 urskiljer Birdlife International och naturvårdsunionen IUCN solitarius som den egna arten Myiodynastes solitarius. 

## Levnadssätt
Strimmig tyrann hittas i skog och skogsbryn, men även plantage med större träd. Den påträffas huvudsakligen i skogens mellersta och övre skikt. 

## Status
IUCN bedömer hotstatus för solitarius och övriga underarter (eller arter) var för sig, båda populationer som livskraftiga.

## Bilder

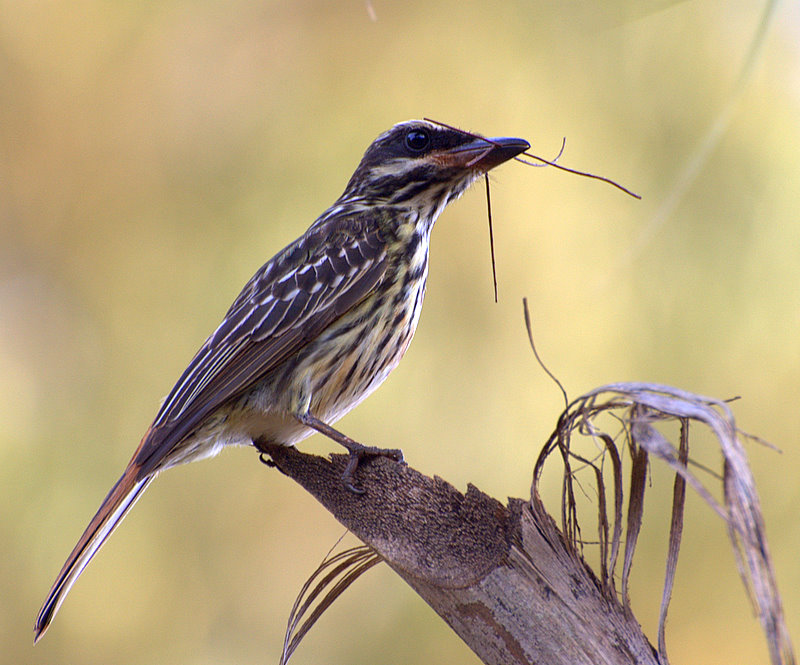
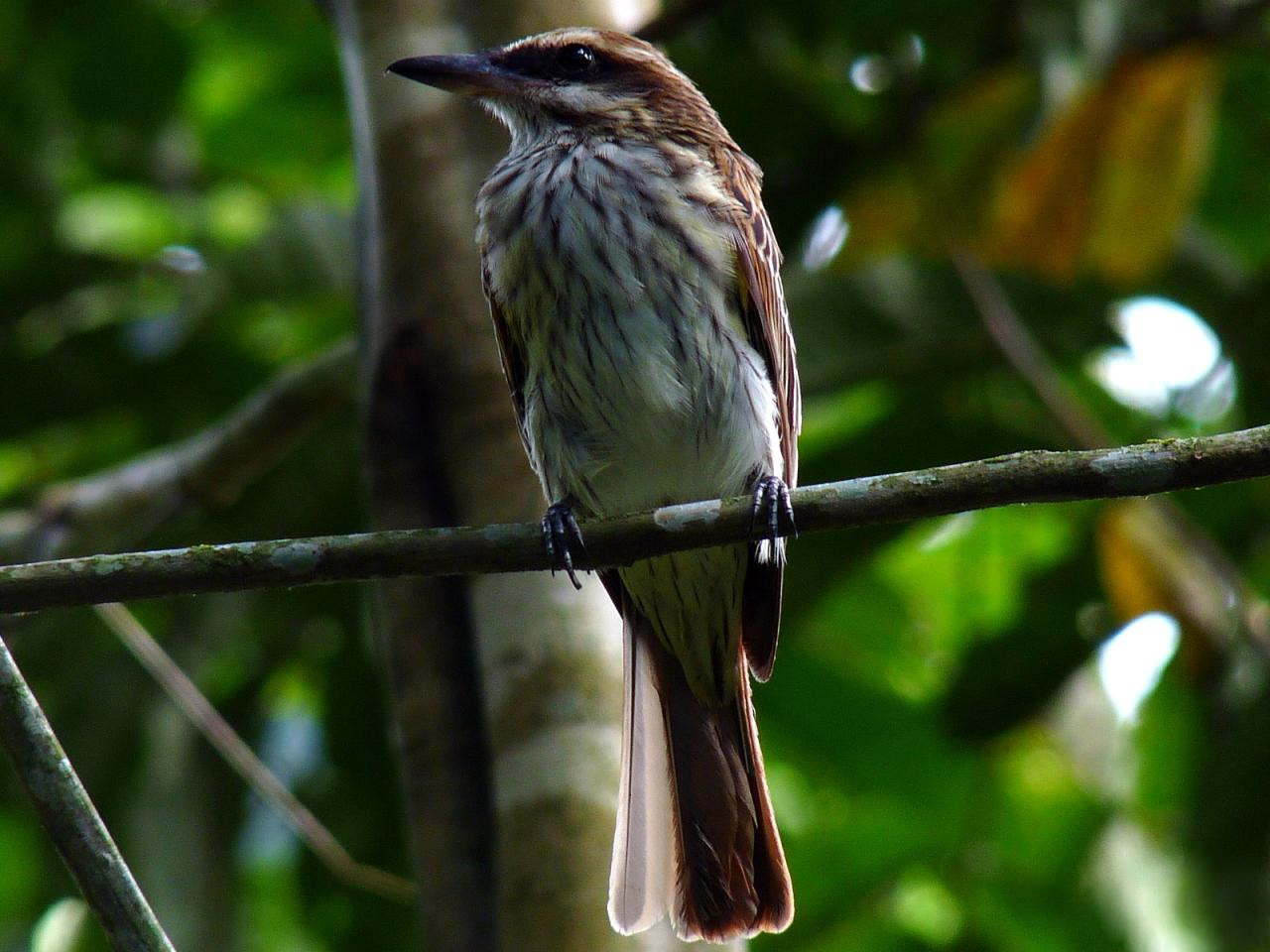
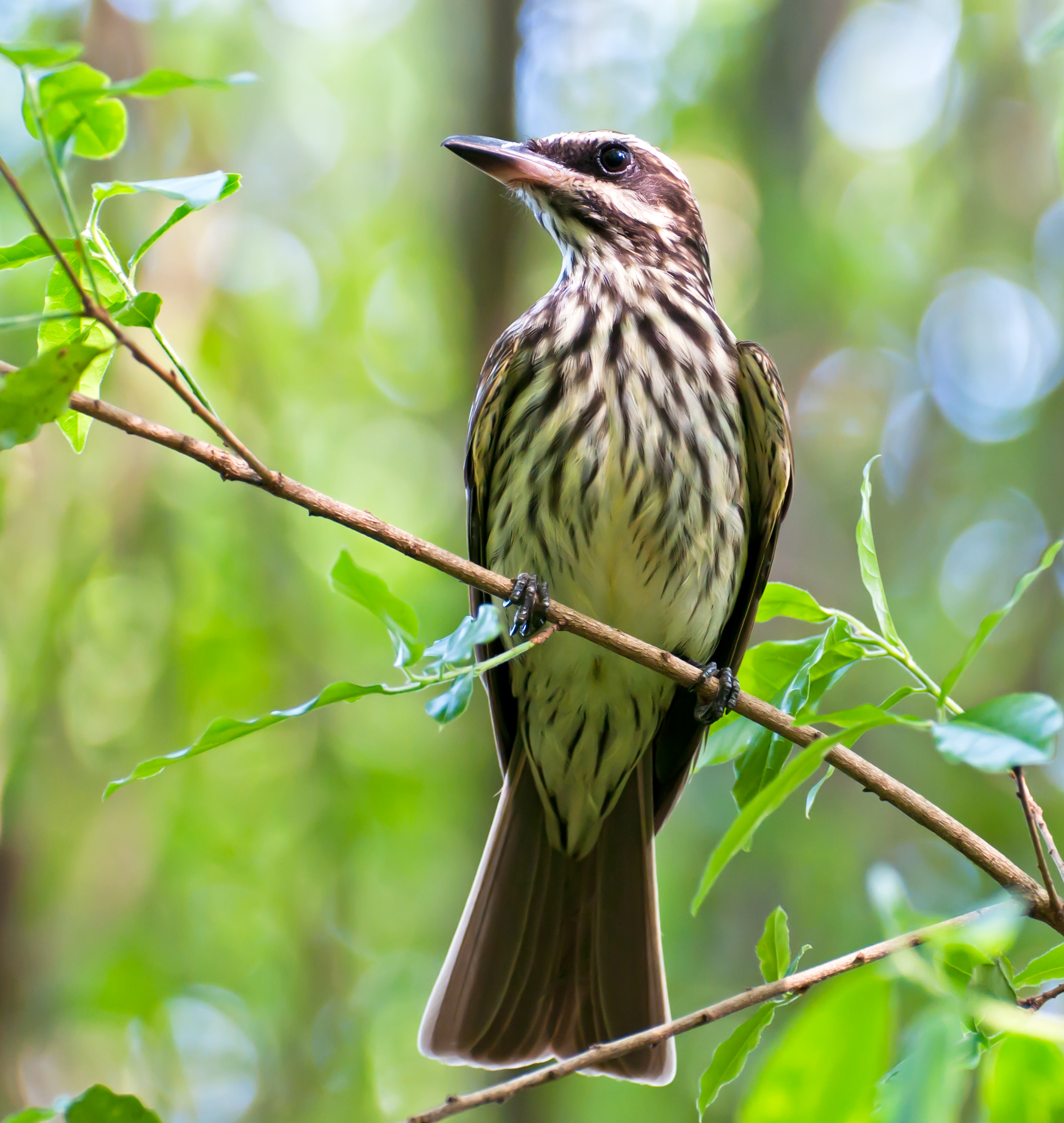